# Death Stranding
Death Stranding es un videojuego de acción y exploración en mundo abierto desarrollado por Kojima Productions y publicado por Sony Interactive Entertainment para PlayStation 4 y por 505 Games para Microsoft Windows. Su director es Hideo Kojima y es el primer juego de su compañía tras la finalización de su contrato con Konami en 2015. El actor Norman Reedus interpreta al protagonista principal y Mads Mikkelsen a uno de los antagonistas. Su lanzamiento en la consola PlayStation 4 tuvo lugar el 8 de noviembre de 2019, mientras que su estreno en Windows tuvo lugar el 14 de julio de 2020.
Sony anunció oficialmente el juego en la conferencia E3 en junio de 2016.

## Historia
La trama de Death Stranding transcurre en un mundo postapocalíptico en el que un evento conocido como "Death Stranding" fusionó el mundo de los vivos y el de los muertos. Esta fusión provocó tres cosas. La primera son los Entes Varados (o EV), almas de los muertos atrapadas en el mundo de los vivos que intentan arrastrar a los humanos al más allá. La segunda es El Declive (Cronolluvia o Mengua), una lluvia que acelera el paso del tiempo de todo lo que toca. Este suceso meteorológico se debe a la gran densidad de quiralio (una materia del más allá) en la atmósfera, y no se sabe exactamente por qué afecta de tal manera a la materia, pero se cree que se produce por la gran conexión con La Playa que poseen las zonas con Declive. La tercera y última cosa que apareció tras el Death Stranding son los Vacíos, unas explosiones de antimateria que suceden cuando un Ente Varado consume a un humano, haciendo que la materia de la persona y la antimateria del EV interactúen,  produciendo así los Vacíos. Por esta razón, los cuerpos de las personas que fallecen deben ser incinerados antes de que pasen 48 horas y empiece la necrosis, de lo contrario, su alma, ahora un EV, intentará volver a su cuerpo, provocando esta catastrófica explosión.
En este mundo distópico, Sam Porter Bridges, un portador (personas que reparten suministros), deberá cruzar Estados Unidos de este a oeste para reconectar el país con la Red Quiral, un red que permite el envío de grandes cantidades de información al instante, y así poder evitar la extinción de la humanidad. Sin embargo, no será tan fácil. Sam tendrá que exponerse a los peligros del mundo, como los mismos obstáculos de la naturaleza, los Entes Varados, El Declive o los Vacíos; pero, sobre todo, a los Homo Demens, un grupo terrorista que está en contra de la Red Quiral y que no duda en matar o incluso en suicidarse para así provocar Vacíos.

## Narrativa
Durante el viaje que consiste en la reconexión de América se nos va mostrando cada vez más de la compleja historia. Mientras uno va haciendo recorridos una y otra vez, se presentan las distintas historias con las que cargan los principales personajes con los que interactuamos construidas a partir de las consecuencias del Death Stranding. Pero no es hasta que Sam logra el objetivo de conectar a toda América a la Red Quiral que realmente se nos presenta su historia pues descubrimos quien es el causante del Death Stranding y las razones por la que Sam es un Repatriado (persona con la habilidad de volver a la vida).
La narrativa de la historia se conecta con la jugabilidad pues al final es una manera de representar la naturaleza de las conexiones teniendo que hacer esfuerzos para lograr las entregas o ayudar con nuestras estructuras a otros jugadores. Las interacciones están limitadas por el sistema de likes que, de alguna manera, te obliga a solamente mantener interacciones agradables con otros jugadores.

## Jugabilidad

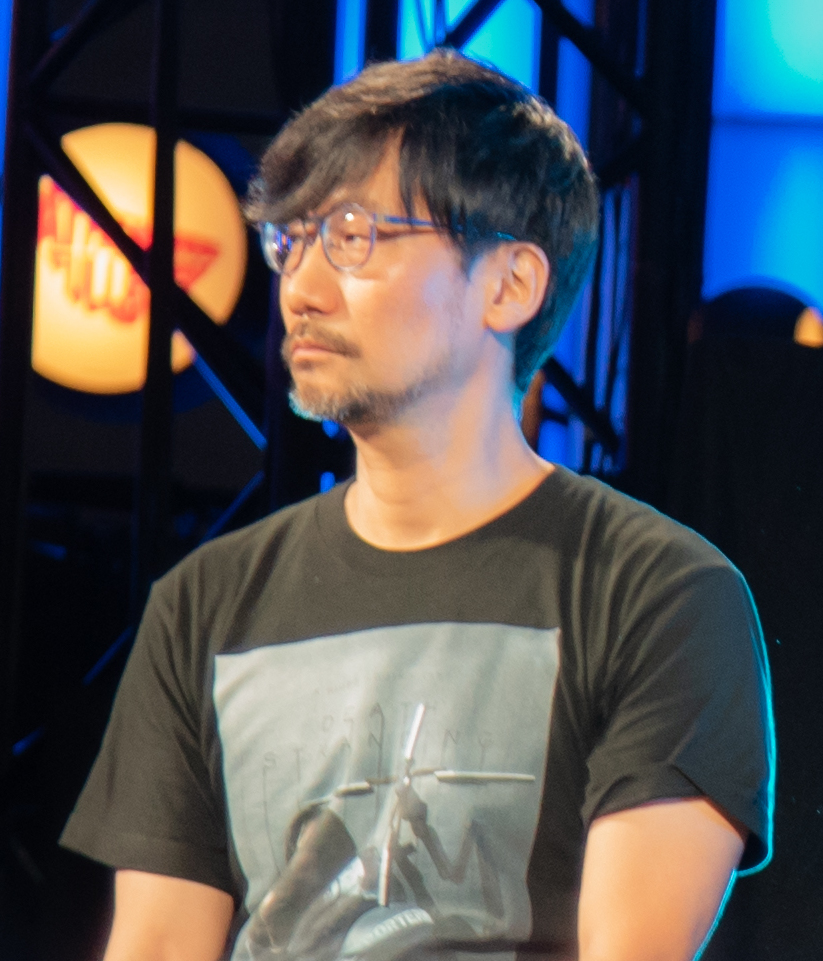
Hideo Kojima presentando Death Stranding

Durante la conferencia de Sony en la Electronic Entertainment Expo de 2016, Hideo Kojima describió el género del juego como un seudo-juego de acción, pero con elementos nuevos y diferentes  tomando algunos elementos de los videojuegos del género Survival, pues antes de cada recorrido uno debe manejar los recursos que llevará durante el trayecto, los cuales deben ser repartidos entre la carga a entregar, herramientas para el terreno y armas, en algunos casos, y de los clásicos juegos del género shooter (referencia) como en algunos enfrentamientos a lo largo de la historia principal o enfrentamientos contra los MULES (referencia) o los EV dentro del mapa.
Lo comparó con el juego Metal Gear de 1987, que actualmente se considera como un videojuego de sigilo, pero que en aquel entonces fue catalogado como un juego de acción durante su lanzamiento, debido a que el género de sigilo no existía.
Respecto a los elementos de Shooter con los que cuenta el juego existe una peculiar manera de manejar las mecánicas con las que uno juega pues existen tres tipos de armas: Letales, no letales y de sangre. Las armas letales utilizan balas comunes y pueden matar a los enemigos humanos, las armas no letales dejarán inconsciente al enemigo humano pero solo durante un periodo de tiempo finito y las armas de sangre son las que pueden ser utilizadas para enfrentarse a los EV y utilizan como munición la sangre de Sam, la cual no puede ser regenerada y usualmente se carga con bolsas de sangre extra como herramienta adicional. Algo muy importante dentro de las mecánicas es que cuando se utilizan las armas letales contra un enemigo humano el cadáver debe ser llevado a un incinerador de cuerpos antes de que provoque una explosión de antimateria, puesto que las explosiones de antimateria dejan huecos en el mapa que no pueden volver a ser explorados.
A lo largo del juego, Sam podrá toparse con 4 amenazas principales:
- El terreno: El jugador debe planificar cuidadosamente la ruta que va a tomar para llevar la carga a su destino, llevando consigo escaleras y cuerdas de escalada para sortear las irregularidades del terreno, además de poder construir puentes y otras estructuras que hagan el camino más fácil.
- Los EV: Sam entrará con frecuencia en zonas EV, donde deberá evitar entrar en contacto con ellos, manteniendo la respiración si se encuentra cerca de uno, de lo contrario, lo atrapará y tendrá que enfrentarse a un EV gigantesco con forma de animal.
- MULAS: Personas que sufren un extraño trastorno que los vuelve adictos a entregar la carga de los demás portadores, como su único objetivo es robar la carga, usan armas no letales.
-Terroristas: Un grupo neoludista que quiere evitar el establecimiento de la red quiral, son extremistas y no dudan en usar armas letales, con la intención de provocar Vacíos. Algunos miembros llegan a suicidarse en un lugar donde no se les pueda encontrar a tiempo con el mismo objetivo.
Kojima explicó uno de los temas principales del juego a través de una corta historia del escritor japonés Kōbō Abe, en la que Abe dice que la primera herramienta creada por los humanos era un palo, que representaba una protección entre uno mismo y las "cosas malas", y que la segunda herramienta era una cuerda, la cual solía usarse para atar de manera segura cosas que consideramos importantes. Por la relación con esa metáfora las mecánicas del juego han sido creadas de forma que simulen el movimiento más simple para los humanos, el dirigirse de un punto a otro a pie, el jugador incluso está expuesto a caer debido a la irregularidad del terreno, así como a los obstáculos propios de la geografía como ríos, montañas o precipicios. Al ser un videojuego de mundo abierto con el principal objetivo de hacer entregas entre diferentes puntos esto ciertamente resultó controversial, pero el mismo director dijo que todo había sido completamente intencionado con el fin de conectar al jugador con su entorno y hacerlo parte del mapa.
Kojima comparó las herramientas "principales" en los juegos de acción (pegar, disparar y patear) con los palos, y dijo que en Death Stranding  quiere que las personas se comuniquen a través del equivalente que serían las cuerdas  para ello el videojuego utiliza un sistema de cooperación llamado "Strand system" (sistema de nodos) (referencia) cuya principal característica es aprovechar la conexión a internet de la consola para incentivar una participación colectiva. Lo que significa que las construcciones que haga un jugador pueden aparecer en la partida de otro para ser usadas de la misma forma. Esto da cabida a un pequeño sistema de interacciones por "Likes" el que, en palabras de Kojima, fue implementado para reducir la violencia de los videojuegos en línea de la actualidad. 
El título se refiere a cuándo las ballenas quedan varadas en las costas, permaneciendo en la mitad de un mundo y del otro.
Uno de los aspectos claves del tráiler era la idea de una conexión entre la vida y la muerte. En la cinemática puede verse al personaje interpretado por Reedus con unas chapas de identificación en su cuello, que contienen los símbolos del Radio de Schwarzschild, la Ecuación de Dirac, la Teoría de la relatividad y la Mecánica cuántica. 
Se anunció que uno de los personajes femeninos acompañaría al personaje principal.

## Reparto
| Personaje              | Actor original                                      | Actor de doblaje (España)            | Actor de doblaje (Hispanoamérica) |
| ---------------------- | --------------------------------------------------- | ------------------------------------ | --------------------------------- |
| Sam Porter Bridges     | Norman Reedus                                       | Carlos Di Blasi                      | Gabriel Basurto                   |
| Fragile                | Léa Seydoux                                         | Blanca Hualde                        | Annie Rojas                       |
| Bridget Strand         | Lindsay Wagner                                      | Cecilia Santiago                     | Cony Madera                       |
| Amelie Strand          | Lindsay Wagner (modelado) Emily O'Brien (voz)       | Cecilia Santiago                     | Cony Madera                       |
| Clifford "Cliff" Unger | Mads Mikkelsen                                      | Gabriel Jiménez                      | Carlos Segundo                    |
| Målingen "Mama"        | Margaret Qualley                                    | Adelaida López                       | Marisol Romero                    |
| Lockne                 | Margaret Qualley                                    | Adelaida López                       | Marisol Romero                    |
| Heartman               | Nicolas Winding Refn (modelado) Darren Jacobs (voz) | Juan Antonio García Sainz de la Maza | José Antonio Macías               |
| Deadman                | Guillermo del Toro (modelado) Jesse Corti (voz)     | Fernando De Luis                     | Pedro De Aguillón                 |
| Die-Hardman            | Tommie Earl Jenkins                                 | Rafael Azcárraga                     | Gerardo Reyero                    |
| Higgs                  | Troy Baker                                          | Iñaki Crespo                         | Idzi Dutkiewikz                   |

## Episodios
• Prólogo: Portador.
• Episodio 1: Bridget.
• Episodio 2: Amelie.
• Episodio 3: Fragile.
• Episodio 4: Unger.
• Episodio 5: Mama.
• Episodio 6: Deadman.
• Episodio 7: Clifford.
• Episodio 8: Heartman.
• Episodio 9: Higgs.
• Episodio 10: Die-Hardman.
• Episodio 11: Clifford Unger.
• Episodio 12: Bridges.
• Episodio 13: Sam Strand.
• Episodio 14: Lou.
• Episodio 15: El mañana está en tus manos.

## Desarrollo

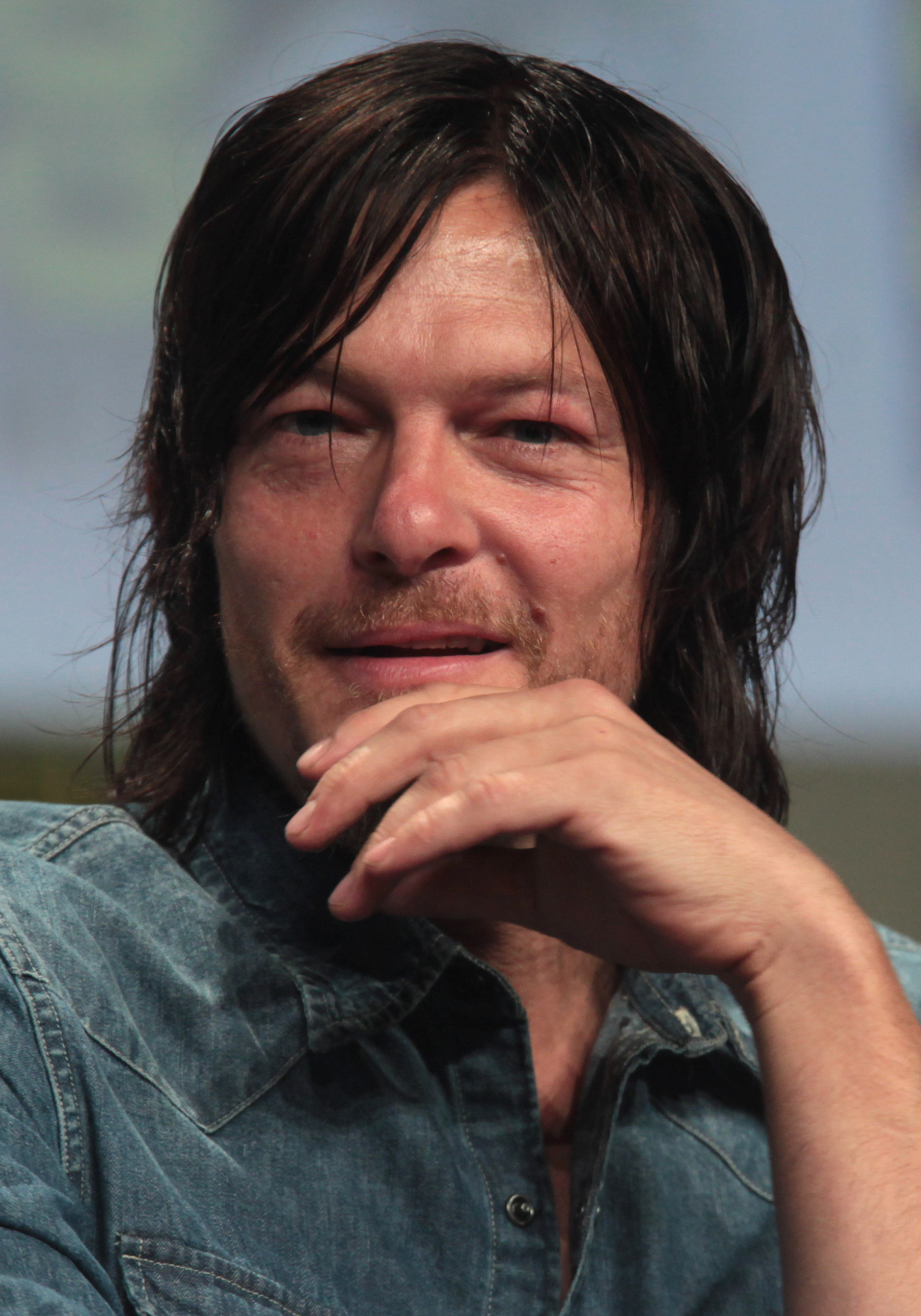
El actor estadounidense Norman Reedus sirve como la imagen del protagonista principal.

Después de un largo conflicto corporativo con Konami como filial subsidiaria, Kojima Productions decidió cerrarla en julio de 2015, y en diciembre de ese año reformarse como un estudio de desarrollo de videojuegos independiente.
El tráiler del videojuego incluía la canción "I'll Keep Coming" de la banda islandesa Low Roar. El método utilizado para filmarlo fue posible con la tecnología de fotogrametría y captura de movimiento. El actor Norman Reedus fue el encargado de actuar las escenas. Esta es la segunda colaboración entre Kojima, Guillermo Del Toro, y Reedus; la primera vez había sido en el juego Silent Hills, que finalmente fue cancelado. Se mencionó la posibilidad de una versión del juego para PC a través de una sesión de preguntas y respuestas en la web Medium meses antes del lanzamiento en la E3 2016; finalmente el juego se anunció para las plataformas de Steam y Epic Games para el
Día 2 de junio de 2020, pero por los acontecimientos del Coronavirus, el equipo encargado de portear el juego a PC (505 Games) decidió continuar el desarrollo desde casa, modificando la fecha de salida al 14 de julio de 2020.
Durante la rueda de prensa de Sony en el Tokyo Game Show 2016, Kojima anunció que el juego presentaría un entorno abierto, junto con funciones para multijugador. En junio de 2016,  se preparó para la búsqueda de un motor para desarrollar el juego. Uno de los dos candidatos restantes fue utilizado para crear el tráiler. Se espera que el juego sea compatible con la resolución 4K e imágenes de alto rango dinámico (HDR imaging) al momento de su lanzamiento.
En los The Game Awards de 2016, Hideo Kojima presentó un nuevo tráiler del videojuego, en el que aparecían Guillermo del Toro y Mads Mikkelsen, el cual ya ha sido confirmado como el gran antagonista del videojuego. Este tráiler comienza como el primero con un plano que nos muestra cangrejos muertos sobre un líquido negro, con una especie de cables saliendo del interior. A continuación aparece en escena el conocido director de cine, Guillermo del Toro, sosteniendo lo que parece ser una especie de cápsula la cual acciona más tarde para dar paso a la aparición de un bebé dentro de la misma. Este hecho ha creado un amplio abanico de teorías sobre Death Stranding, dado que si visualizamos los dos tráileres de Death Stranding al mismo tiempo, podemos observar que en el primer tráiler, en el minuto 1:32, cuando el bebé que sostiene Norman Reedus desaparece, reaparece al mismo tiempo en el segundo tráiler en esta especie de cápsula que sostiene Guillermo del Toro. Continuando con el tráiler, se puede observar como Guillermo del Toro está en lo que aparentemente es una ciudad destruida, con aviones de combate, que llevan colgando una de las cosas que caracteriza a Death Stranding: los cables negros. También se visualiza un tanque rodeado de lo que aparenta ser una especie de masa de carne uniforme, escoltado por soldados esqueletos. A continuación vemos cómo un bebé de juguete en un túnel se ve arrastrado sobre el agua por acción de los cables negros, hasta llegar a Mads Mikkelsen, que también posee estos misteriosos cables negros, que a su vez, están conectados a tres soldados a los cuales parece comandar. Luego de dar una orden los cables negros que los conectaban empiezan a desaparecer en una escena que marca el final del video.
El 7 de diciembre de 2017, durante la ceremonia de The Game Awards se presentó un tercer tráiler del juego. Hideo Kojima, Norman Reedus y Guillermo del Toro estuvieron presentes en la gala.

## Recepción y crítica
Death Stranding debutó con críticas altamente positivas por parte de la mayoría de los medios especializados, quienes liberaron sus críticas y reseñas desde el 1 de noviembre de 2019. Cuando Death Stranding estrenó el 8 de noviembre, grupos de usuarios detractores de Kojima y del género de Death Stranding intentaron bajar la calificación global del videojuego en la plataforma de Metacritic mediante el review bombing. Gran parte de críticas negativas —en su mayoría de 0— califican al juego de "aburrido", "monótono" y "pretencioso", además de darle el calificativo de walking simulator (en referencia a videojuegos de bajo presupuesto donde la narrativa prima por sobre sus elementos jugables más simples), alegando que el argumento total del juego es caminar desde un punto a otro y obviando el resto del contenido.
El 19 de noviembre de 2019, el presentador Geoff Keighley anunció los nominados en todas las categorías de la ceremonia anual de The Game Awards, en las que Death Stranding apareció nominado en diez categorías diferentes, incluyendo Juego del Año o Mejor Dirección entre otras. Esto generó polémica debido a la gran amistad que poseen Keighley (fundador de la gala) y Hideo Kojima, lo cual genera sospechas sobre un posible favoritismo hacia Death Stranding en la entrega de premios. Ante estas acusaciones, Keighley aclaró que él no forma parte del proceso de selección de los ganadores en ninguna de las categorías sino que son periodistas de todo el mundo quienes eligen los videojuegos.
La gala de premiación de The Game Awards 2019 se llevó a cabo con normalidad el 12 de diciembre. Death Stranding recibió el premio por mejor banda sonora (Ludvig Forssell), mejor dirección (Hideo Kojima) y mejor interpretación (Mads Mikkelsen).

### Regalo de la Epic Games Store
Con motivo de las festividades navideñas, Epic Games Store anunció que regalaría un juego cada día, entre ellos la copia digital de Death Stranding el día 25 de diciembre. Por error se anunció que este sería la edición Director's Cut, provocando primero la caída de los servidores de la tienda. Posteriormente los responsables tuvieron que interrumpir la venta del artículo para corregir el mencionado error, ya que la intención inicial era regalar la versión base. Pasado el tiempo se volvió a permitir la compra y la descarga de dicha versión base. Epic Games tuvo que disculparse por las molestias causadas por el mencionado error.

### Premios
| Año  | Premio                            | Categoría                                                                   | Resultado | Ref.          |
| ---- | --------------------------------- | --------------------------------------------------------------------------- | --------- | ------------- |
| 2017 | Golden Joystick Awards            | Juego más esperado                                                          | Nominado  | [ 59 ]        |
| 2018 | Golden Joystick Awards            | Juego más esperado                                                          | Nominado  | [ 60 ]        |
| 2018 | Gamers' Choice Awards             | Juego más esperado                                                          | Nominado  | [ 61 ]        |
| 2019 | Titanium Awards                   | Juego del año                                                               | Nominado  | [ 62 ] [ 63 ] |
| 2019 | Titanium Awards                   | Mejor diseño narrativo                                                      | Ganador   | [ 62 ] [ 63 ] |
| 2019 | Titanium Awards                   | Mejor juego de aventura                                                     | Nominado  | [ 62 ] [ 63 ] |
| 2019 | Titanium Awards                   | Mejor banda sonora (Ludvig Forssell)                                        | Ganador   | [ 62 ] [ 63 ] |
| 2019 | Titanium Awards                   | Mejor doblaje para España (Carlos di Blasi)                                 | Nominado  | [ 62 ] [ 63 ] |
| 2019 | The Game Awards 2019              | Juego del año                                                               | Nominado  | [ 64 ]        |
| 2019 | The Game Awards 2019              | Mejor dirección                                                             | Ganador   | [ 64 ]        |
| 2019 | The Game Awards 2019              | Mejor narrativa                                                             | Nominado  | [ 64 ]        |
| 2019 | The Game Awards 2019              | Mejor dirección de arte                                                     | Nominado  | [ 64 ]        |
| 2019 | The Game Awards 2019              | Mejor banda sonora                                                          | Ganador   | [ 64 ]        |
| 2019 | The Game Awards 2019              | Mejor mezcla de sonido                                                      | Nominado  | [ 64 ]        |
| 2019 | The Game Awards 2019              | Mejor actuación (Mads Mikkelsen)                                            | Ganador   | [ 64 ]        |
| 2019 | The Game Awards 2019              | Mejor actuación (Norman Reedus)                                             | Nominado  | [ 64 ]        |
| 2019 | The Game Awards 2019              | Mejor juego de acción-aventura                                              | Nominado  | [ 64 ]        |
| 2020 | New York Game Awards              | Big Apple Award para Juego del año                                          | Nominado  | [ 65 ]        |
| 2020 | New York Game Awards              | Tin Pan Alley Award por mejor música en un juego                            | Nominado  | [ 65 ]        |
| 2020 | New York Game Awards              | Statue of Liberty Award por Mejor mundo                                     | Nominado  | [ 65 ]        |
| 2020 | New York Game Awards              | Herman Melville Award por Mejor guion                                       | Nominado  | [ 65 ]        |
| 2020 | New York Game Awards              | Great White Way Award por Mejor actuación en un juego (Norman Reedus)       | Nominado  | [ 65 ]        |
| 2020 | New York Game Awards              | Great White Way Award por Mejor actuación en un juego (Margaret Qualley)    | Nominado  | [ 65 ]        |
| 2020 | New York Game Awards              | Great White Way Award por Mejor actuación en un juego (Tommie Earl Jenkins) | Nominado  | [ 65 ]        |
| 2020 | Guild of Music Supervisors Awards | Mejor supervisión musical en un juego                                       | Nominado  | [ 66 ]        |
| 2020 | 23rd Annual D.I.C.E. Awards       | Juego del año                                                               | Nominado  | [ 67 ] [ 68 ] |
| 2020 | 23rd Annual D.I.C.E. Awards       | Logro sobresaliente en animación                                            | Nominado  | [ 67 ] [ 68 ] |
| 2020 | 23rd Annual D.I.C.E. Awards       | Logro sobresaliente en dirección de arte                                    | Nominado  | [ 67 ] [ 68 ] |
| 2020 | 23rd Annual D.I.C.E. Awards       | Logro sobresaliente en personaje (Cliff Unger)                              | Nominado  | [ 67 ] [ 68 ] |
| 2020 | 23rd Annual D.I.C.E. Awards       | Logro sobresaliente en personaje (Sam Porter Bridges)                       | Nominado  | [ 67 ] [ 68 ] |
| 2020 | 23rd Annual D.I.C.E. Awards       | Logro sobresaliente en mezcla de sonido                                     | Ganador   | [ 67 ] [ 68 ] |
| 2020 | 23rd Annual D.I.C.E. Awards       | Logro técnico sobresaliente                                                 | Ganador   | [ 67 ] [ 68 ] |
| 2020 | 23rd Annual D.I.C.E. Awards       | Juego de aventura del año                                                   | Nominado  | [ 67 ] [ 68 ] |
| 2020 | NAVGTR Awards                     | Mejor banda sonora en una nueva IP                                          | Ganador   | [ 69 ] [ 70 ] |
| 2020 | NAVGTR Awards                     | Mejor actor de reparto en drama (Mads Mikkelsen)                            | Nominado  | [ 69 ] [ 70 ] |
| 2020 | NAVGTR Awards                     | Mejor música                                                                | Ganador   | [ 69 ] [ 70 ] |
| 2020 | NAVGTR Awards                     | Mejor canción original o adaptada ("Canción de BB")                         | Ganador   | [ 69 ] [ 70 ] |
| 2020 | NAVGTR Awards                     | Mejor edición de sonido                                                     | Ganador   | [ 69 ] [ 70 ] |
| 2020 | NAVGTR Awards                     | Mejores efectos de sonido                                                   | Nominado  | [ 69 ] [ 70 ] |
| 2020 | NAVGTR Awards                     | Mejor uso de sonido en una nueva IP                                         | Nominado  | [ 69 ] [ 70 ] |
| 2020 | 16th British Academy Games Awards | Animation                                                                   | Nominado  | [ 71 ]        |
| 2020 | 16th British Academy Games Awards | Logro artístico                                                             | Nominado  | [ 71 ]        |
| 2020 | 16th British Academy Games Awards | Logro de audio                                                              | Nominado  | [ 71 ]        |
| 2020 | 16th British Academy Games Awards | Juego debutante                                                             | Nominado  | [ 71 ]        |
| 2020 | 16th British Academy Games Awards | Juego que va más allá del entretenimiento                                   | Nominado  | [ 71 ]        |
| 2020 | 16th British Academy Games Awards | Música                                                                      | Nominado  | [ 71 ]        |
| 2020 | 16th British Academy Games Awards | Nueva IP original                                                           | Nominado  | [ 71 ]        |
| 2020 | 16th British Academy Games Awards | Actor principal (Norman Reedus)                                             | Nominado  | [ 71 ]        |
| 2020 | 16th British Academy Games Awards | Actor de reparto (Léa Seydoux)                                              | Nominado  | [ 71 ]        |
| 2020 | 16th British Academy Games Awards | Actor de reparto (Troy Baker)                                               | Nominado  | [ 71 ]        |
| 2020 | 16th British Academy Games Awards | Logro técnico                                                               | Ganador   | [ 71 ]        |
| 2020 | Game Developers Choice Awards     | Juego del año                                                               | Pendiente | [ 72 ]        |
| 2020 | Game Developers Choice Awards     | Mejor narrativa                                                             | Pendiente | [ 72 ]        |
| 2020 | Game Developers Choice Awards     | Mejor tecnología                                                            | Pendiente | [ 72 ]        |
| 2020 | Game Developers Choice Awards     | Mejor arte visual                                                           | Pendiente | [ 72 ]        |
| 2020 | Game Developers Choice Awards     | Mejor audio                                                                 | Pendiente | [ 72 ]        |
| 2020 | Game Developers Choice Awards     | Mejor diseño                                                                | Pendiente | [ 72 ]        |
| 2020 | Game Developers Choice Awards     | Premio a la innovación                                                      | Pendiente | [ 72 ]        |
| 2020 | 18th Annual G.A.N.G. Awards       | Audio del año                                                               | Pendiente | [ 73 ]        |
| 2020 | 18th Annual G.A.N.G. Awards       | Diseño de sonido del año                                                    | Pendiente | [ 73 ]        |
| 2020 | 18th Annual G.A.N.G. Awards       | Mejor audio en cinemáticas                                                  | Pendiente | [ 73 ]        |
| 2020 | 18th Annual G.A.N.G. Awards       | Mejor diálogos                                                              | Pendiente | [ 73 ]        |
| 2020 | 18th Annual G.A.N.G. Awards       | Mejor banda sonora interactiva                                              | Pendiente | [ 73 ]        |
| 2020 | 18th Annual G.A.N.G. Awards       | Mejor canción original ("Canción de BB")                                    | Pendiente | [ 73 ]        |
| 2020 | 18th Annual G.A.N.G. Awards       | Mejor banda sonora original                                                 | Pendiente | [ 73 ]        |
| 2020 | 18th Annual G.A.N.G. Awards       | Mejor mezcla de sonido                                                      | Pendiente | [ 73 ]        |
| 2020 | SXSW Gaming Awards                | Juego del año                                                               | Pendiente | [ 74 ]        |
| 2020 | SXSW Gaming Awards                | Premio a la Innvoación Cultural Matthew Crump                               | Pendiente | [ 74 ]        |
| 2020 | SXSW Gaming Awards                | Excelencia en animación                                                     | Pendiente | [ 74 ]        |
| 2020 | SXSW Gaming Awards                | Excelencia en música                                                        | Pendiente | [ 74 ]        |
| 2020 | SXSW Gaming Awards                | Excelencia en narrativa                                                     | Pendiente | [ 74 ]        |
| 2020 | SXSW Gaming Awards                | Excelencia en logros técnicos                                               | Pendiente | [ 74 ]        |
| 2020 | SXSW Gaming Awards                | Excelencia en logros visuales                                               | Pendiente | [ 74 ]        |